# 長春社
長春社（The Conservancy Association），香港民間環保組織，成立於1968年，為香港最早成立的環保團體。該組織以積極倡議可持續發展的理念、保育自然、保護環境和文化遺產為使命。該組織主張倡導合適的政策、監察政府工作、推動環境教育和帶頭實踐公眾參與，以達致可持續的發展。該組織獲香港稅務局列為已獲豁免繳稅的慈善團體，亦是香港社會服務聯會會員。

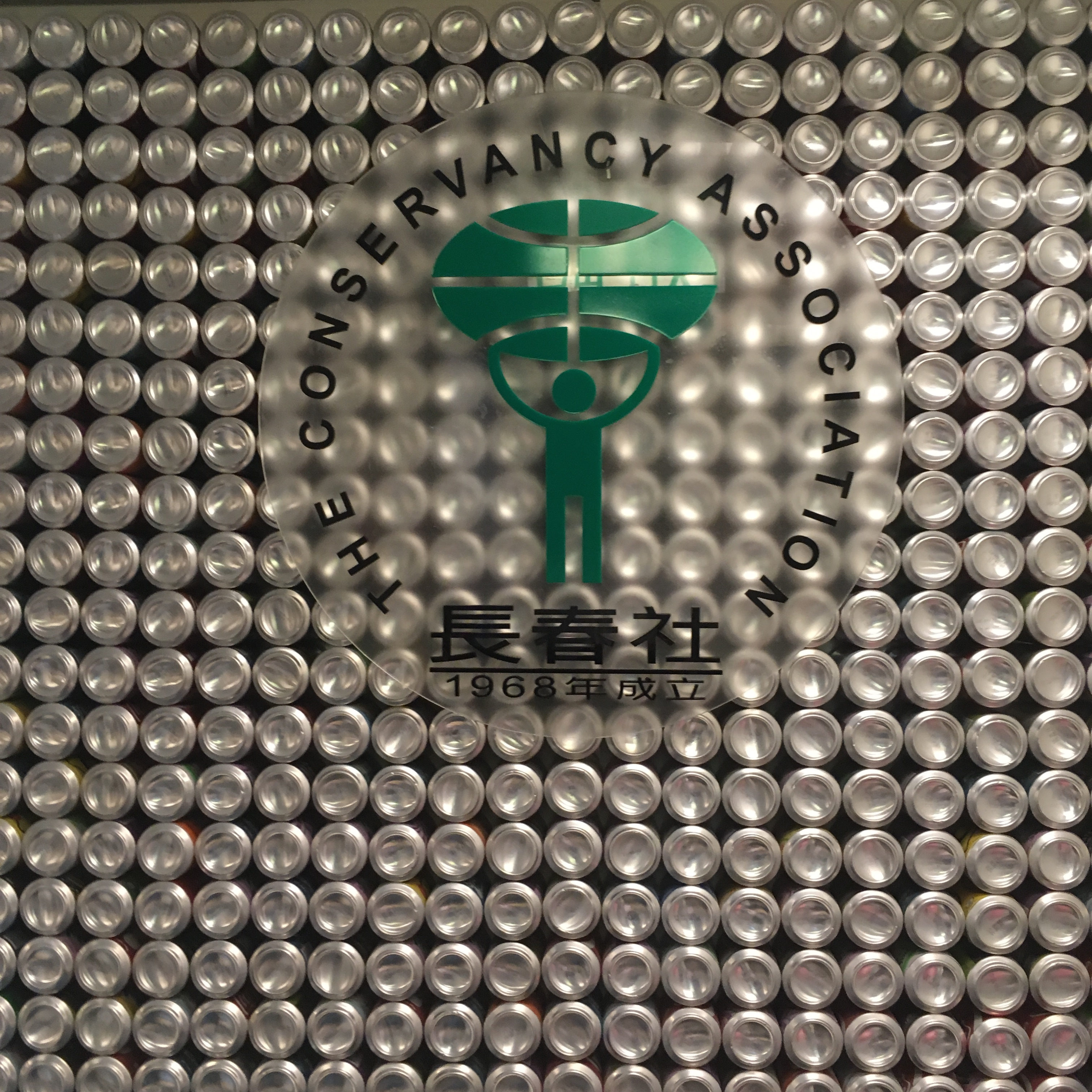
長春社

## 架構
在會員制的基礎上，「理事會」由會員經周年會員大會選出，旗下設有「時事及對外關係委員會」、「品牌及籌款委員會」、「能源委員會」、「中國項目委員會」及「保育委員會」。

## 立場主張
自然保育：關注「新自然保育政策」

樹木保育：支持制訂樹木法，推動各種郊野林木和生境保育工作

環境規劃：倡議改革城規制度，引入多種規劃工具以保育具生態、文物古蹟、自然美景價值的地方

文物古蹟保育：倡議制訂古蹟保育政策

## 組織歷史

### 洋紫荆會
1967年，四位熱愛郊野旅居香港的英國人（包括香港旅遊協會（香港旅遊發展局前身）的約翰潘恩先生（John Hugh Pain, 1930 - 2018）、兩棲動物專家及香港大學內分泌科學者洛夫茨教授（Prof. Brain Lofts, 1929 - 2015）、怡和洋行的Jeremy Brown先生和蘇格蘭人柏愛珍(Agnes M. Black)女士），相約於周末行山並自稱「洋紫荆會」(Bauhina's Circle)。
當時，適逢香港政府為回應1965年發表有關保育香港郊野的報告（Talbot's Report），準備成立委員會應對鄉郊地帶的土地運用和保育。在此時代背景下，柏愛珍經常致電政府官員，要求增加在郊野植樹及加強預防山火，而小組其他成員則有感於鄉郊農村用地遭受破壞，於是萌生成立組織的想法。1968年5月，他們在柏愛珍的家中召開了第一次籌組會議。籌組期間，小組舉辦了一次清潔沙灘活動，活動被報章報導。
之後，他們招攬同樣喜愛行山的香港中文大學崇基學院副校長羅拔雷恩、觀鳥愛好者Michel A. Webster、香港大學賴廉士爵士及中文大學學者胡秀英等人。1968年10月，小組於中環梅夫人婦女會主樓開會決定成立組織，並確定組織的英文名稱"Conservancy"，香港第一個環保組織就此應運而生。同時，畫家趙戒堂提議將組織的中文名稱為「長春社」，乃寄望《寂靜的春天》不會降臨，春天永續之意。
稍後，雷恩又邀請九龍華仁書院的魏志立神父加入。1969年底，長春社正式註冊。

### 草創期
不過，首次周年會員大會要待至1970年才召開，並選出雷恩為主席，Michael A. Webster為秘書。1971年10月21日，第二次周年會員大會召開，此時陳立僑醫生加入。
及後，雷恩與Michael A. Webster展開募捐及招募會員行動，共招募了過百名會員，作為「創會成員」。1972年5月11日，長春社於《南華早報》刊登全版廣告，題為「Make Our Country Beautiful! Protect the beauty of our countryside! Join us Now!」，並列出創會成員名單。
1972年的個人會員名單如下：
The Rt. Rev. J H G Baker、Miss Agnes Black、鮑健士先生(1961年麥西西獎得主)、Mr Jeremy Brown、Mr Frederick Brunn、Dr & Mrs J Carey-Hughes、Mrs Helen Chan、Mr Robert Chan Hon、Dr Samuel T H Chan、
Mr Chan Shu Sun、Dr Chang Shu Ting (張樹庭教授)、Mr Chau Cham Son (周湛燊先生)、Mr & Mrs J A Cheetham、Mr T C Cheng、Miss Chow Pak Ham、Mr N Croucher (求槎先生)、Mr & Mrs P A Daley (戴禮伉儷)、Mr & Mrs H A Dangler、Dr & Mrs G C Dansey-Browning (香港眼科學會創會會長)、Mrs J S Davidson、Dr L K Ding (陳立僑醫生)、Mr Perry Z Draganich、Dr A R B Etherton (艾實敦博士)、Mrs Kenneth Fung、Prof W G Gregory、Mr G K Harman、Mr C J Hoddiaott、Mr John A Holt、Dr Hu Shiu Ying (胡秀英教授)、Dr Denny M H Huang (黃夢花醫生，前市政局議員)、Mr R S Huthart、Mr Hugh Gibb、Mr & Mrs D A Gilkes、Mr H Kadoorie (賀理士・嘉道理爵士)、Mr Ralph Karr、Miss Elma Kelly、Mr Lamson Kwok (郭琳珊先生)、Mr Lam Chik Ho (林植豪先生)、Mr & Mrs Lee Kam Woon (利錦桓伉儷)、Mr & Mrs Q W Lee (利國偉伉儷)、Dr Richard C Lee (利銘澤醫生)、Mr & Mrs Lee San Wai、Miss Martha Lesser、Mr & Mrs Li Fook Hing (李福慶伉儷)、Dr D Y Lin、Mr K S Lo (羅桂祥先生)、Mr & Mrs Robert K L Lo、Prof Brian Lofts (洛夫茨教授)、Mr H P Lok、Mr & Mrs John L Marden (約翰馬登伉儷，會德豐前主席)、Dr Y P Mei、Mr & Mrs MacCrimmon、Mr Ng Chun Man、Mr Ngan Shing Kwan (顏成坤先生，中華巴士公司)、Mr & Mrs D C P Nixon、Mr John H Pain(約翰・潘恩先生)、Mr & Mrs K C Pang、Mr & Mrs Jon Prescott、Mr Robert N Rayne (羅拔・雷恩)、Mr & Mrs O’Donnell Redefine、Sir Lindsay & Lady Ride (賴廉士爵士伉儷)、Dr & Mrs David G Robertson、Mr & Mrs W G Robertson、Dr K E Robinson、Mr R D Rodgers、Dr & Mrs A T Roy (芮陶菴博士伉儷)、Miss Mary E Runyan (任一德博士)、The Hon G M B Salmon (前立法局議員沙魯民)、Dr Shen Philip (沈宣仁博士)、Mr Shum Sui Sang、Miss Shum Suk Kuen、Mr Shum Yau Sang、Mr & Mrs Richard Siegert、Mr J C B Slack、Mr Szeto Wai (司徒惠先生，前行政立法兩局議員)、Mr & Mrs M C R Talamo (1968-69年香港工程師學會會長)、Mr C L Tam、Mr Tang Pak Lai、Prof & Mrs L B Thrower (杜華教授伉儷)、Dr & Mrs L B Trott、Mrs Tonia Walls、Mr D D Waters、Mr Alan Waudby、The Hon Wilfred S B Wong (前立法局議員黃宣平)、Mr & Mrs J M Weedon (韋頓伉儷，香港總商會)、Mr Yau Hon Ti、Dr Yung Chi Tung (容啟東博士)
另外，1972年的終生會員共有15 人，包括：
Miss Sharon Au、Mr Joseph S Brooker、Mr Roger A Ellis、Mr Simon Ellis (艾禮思先生)、Mrs Pauline Gordon、Miss Joanne M L Leung、Fr Harold Naylor (魏志立神父)、Fr John Russell S J (劉勝義神父)、Mr Ronald W Smith、Mrs Susan Mary Smith、Mr Peter Stafford、Mr M J E Thornhill、Dr B S Vaughan (香港脊醫學會創會會長)、Mrs Mary Visick (前香港大學何東宿舍舍監)、Mrs Patricia Williams

### 1970年代
1971年，成立教育委員會，推動環保教育工作，由魏志立神父擔任委員會主席。
1972年6月，魏志立神父代表長春社出席斯德哥爾摩地球峰會，是香港首次有環保組織參與國際環境會議。
1972年8月，首辦環境研討營，地點在崇基書院。研討營催生了「青年行動組」的籌組，籌委會成員包括籌委會主席Li Pak Cheong、副主席溫石麟，以及黃靄儀(David Wong Oi Yee)、何濼生等人。1973年3月，青年行動組出版《協調》雜誌，成為其機構刊物。1974年，青年行動組第二屆幹事會選出，大學二年級生溫石麟獲選為主席，時為中文大學生物系研究生徐立之則獲選為出版秘書。
1974年3月3日，舉行首屆「環境步行」。
1975年11月，青年行動組推動成立「保護環境學會聯校協進會」，成員包括21間中學的代表：長沙灣天主教英文中學、全完中學、拔萃女書院、香港鄧鏡波書院、觀塘瑪利諾書院、喇沙書院、基督教香港信義會信義中學、瑪利諾書院、保祿六世書院、皇仁書院、聖文德書院、聖若瑟英文中學、聖若瑟書院、嘉諾撒聖家書院、聖保羅男女中學、聖保祿中學、天主教崇德英文書院、真光女書院、九龍華仁書院及英華書院。
1970至1976年間，針對石上河及梧桐河非法污水問題，發起反對上水皮革廠運動，是香港首個環保抗爭事件。另外，還發起了反對大生圍興建錦繡花園事件、反對啟德機場夜航運動、反對南丫島建煉油廠，以及反對南丫島興建發電廠。
1976年，青年行動組與保護環境學會聯校協進會合辦了聯校環境節。在1978年9月，長春社進一步舉辦「香港環境節」慶祝該社成立十周年，還設計了反派角色「奢侈怪」(Luxurian bug)，以宣揚減少廢物意識。

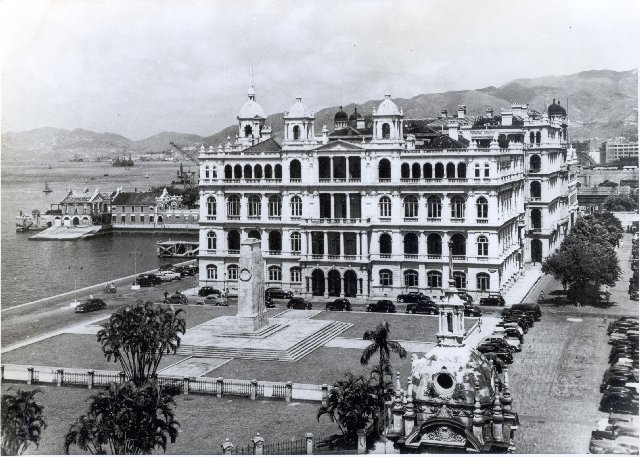
長春社反對清拆第二代香港會所大廈

1977至1980年間，長春社聯同Hong Kong Heritage Society展開多項古蹟舊建築保育行動，包括：保育尖沙咀火車站、保育域多利兵房、保育尖沙咀前水警總部和訊號山、以及反對清拆香港會大樓及爭取最高法院大樓列為法定古蹟。
1979年6月25日，青年行動組7人訪京團獲中國國務院環境保護領導小組的曲格平的接見。
1979年11月，Michael A. Webster主席任期終結，創辦人一代全部淡出領導層，溫石麟接任長春社主席。而教育委員會、《協調》相繼在1980和1981年停止運作，籌款項目環境步行亦於1981年後停辦。

### 1980年代
在倡議運動方面，發起或參與多項環境抗爭運動，如：牽頭連繫民間組織反對大亞灣核電廠運動、發起反對味精運動、提倡「無污染旅行」概念和慎用膠袋運動（香港首個針對濫用膠袋的環境運動）、反對中電在大嶼山分流興建發電廠等等。
1986年，事隔多年後終於成功召開會員大會，熊永達獲選為主席、黎廣德獲選為秘書，周兆祥、馮智活和梁詠雩等人進入領導層。自此亦確立制度，主席任期不超過4年。
1988年，成立「香港環境資源中心」（長春社文化古蹟資源中心的前身），啟蒙香港政府日後於各區所成立的環境資源中心。中心早年的營運經費得到亞洲全人發展伙伴（Asia Partnership for Human Development）的贊助，該款項也支持了《綠色警覺》（Green Alert）雜誌的出版和其他工作。。

### 1990年代
1991年，復辦步行籌款，並重新定名為「環保行」。
1992年，派出8人代表團出席里約熱內盧地球高峰會，成員包括馮兆榮、陳捷貴、熊永達、吳祖南、吳庭亮、張麗萍等人。及後，提倡「可持續發展」和「地方議程21」概念。
在自然保育方面，聯同其他環保團體反對發展沙羅洞及南生圍、入稟城市規劃委員會規劃攸美新村以西的漁塘為保育區、關注豐樂圍發展計劃、倡議法定環境影響評估條例、及倡議制定自然保育政策。
在古蹟保育方面，入稟城市規劃委員會反對高街精神病院的規劃爭取保育該幢古蹟，以及為保育紅屋發起一連串行動。
另外，還在1994年倡議開徵膠袋費，1999年發起「報紙不要袋」運動，關注報攤賣報紙附送透明膠袋問題。
在關注中國大陸環境問題方面，於1993年派團訪問北京，並成立基金贊助大陸《大自然雜誌》、開展海南島霸王嶺長臂猿國家級自然保護區保育工作、於1995至1998年間開展雲南省白馬雪山國家級自然保護區的保育工作並向458名東竹寺喇嘛作環保培訓，而在1998年推動「綠色禮物送祖國」植林計劃，在5個省種植11,000公頃林木。同時，倡議粵港政府環保合作聯絡機制引入公眾參與。

### 2000年代
踏入21世紀之初，反對九鐵計劃落馬洲支線高架橋方式穿越塱原濕地；其後又推展「塱原自然保育管理計劃」。另外，開展「衣舊回收為環保」計劃。
2002年，組團參與約翰奈斯堡地球峰會2002。
在古蹟保育方面，反對前英軍域多利火藥庫活化項目破壞歷史氛圍、爭取保育舊赤柱警署、甘棠第、反對舊水警總部活化項目破壞歷史氛圍及過度商業化、爭取保育舊中區警署建築群、景賢里、舊灣仔街市、灣仔太原街、龍圃別墅、反對清拆第三代中環天星碼頭和皇后碼頭等，並倡議制訂古蹟保育政策。另外，改組「香港環境資源中心」為長春社文化古蹟資源中心。

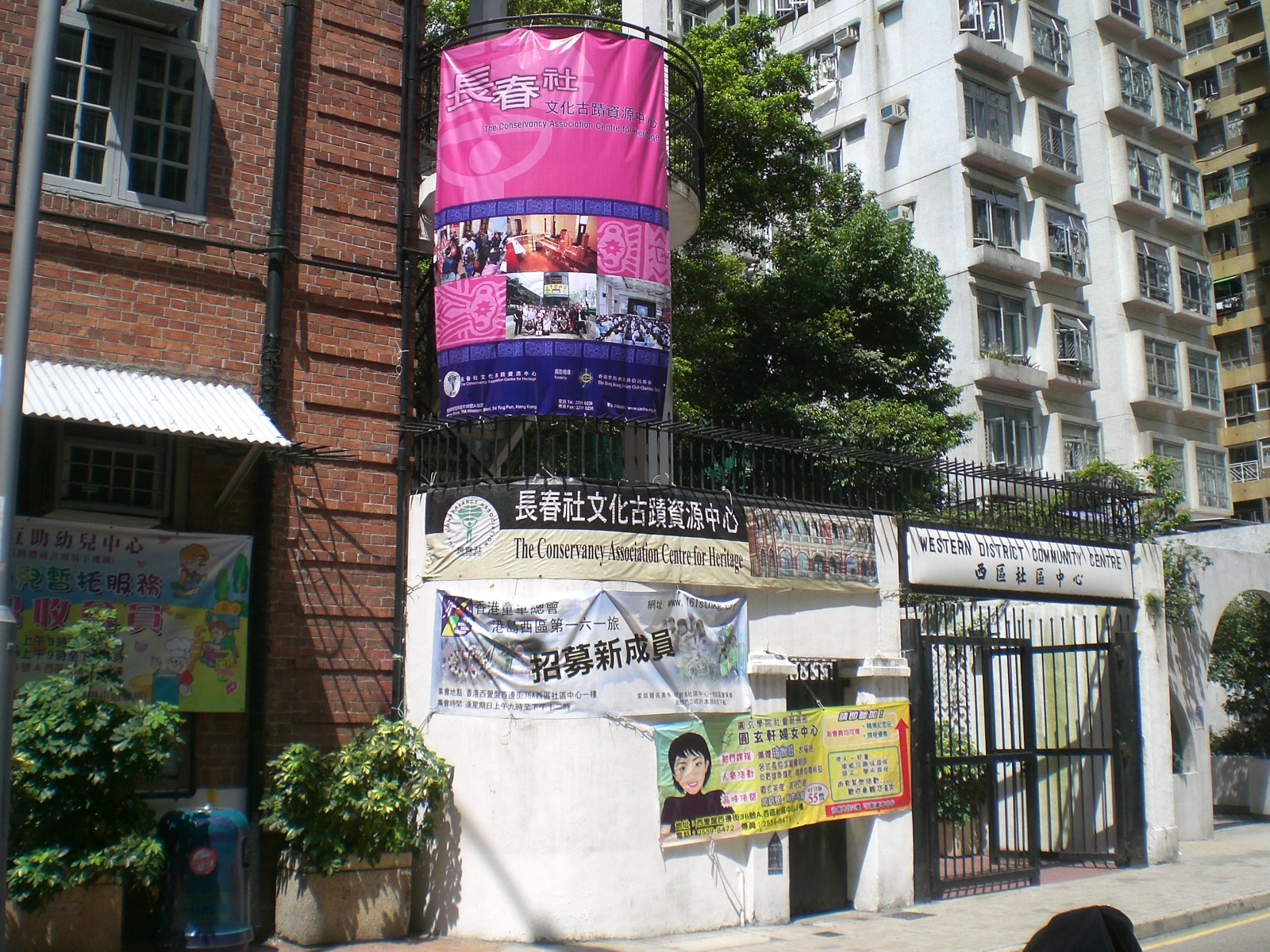
長春社文化古蹟資源中心

在自然保育和城市規劃方面，關注「新自然保育政策」，入稟城規會，以保育南生圍、深涌、慈山寺，以及反對合和中心二期，並關注龍尾人造沙灘工程
在樹木保育方面，倡議制定「保護樹木條例」、關注樹木被破壞情況、
發起快閃抗議行動爭取保育堅尼地城科士街石牆樹、爭取保育龍珠街明渠石牆樹和反對屯門良景邨樹木去頂、關注赤柱馬坑公園發展計劃砍樹規模，以及反對移除瑪利諾鬼樹等等。
在環境教育方面，舉辦如「與鳥共舞」校際鳥類舞蹈創作比賽（幼稚園）和雀鳥帽子設計比賽（中小學）、 舉辦「生命樹」中學樹木生態教育計劃。2005年起，開展「綠遊香港」計劃。2006年起，開展「綠樂無窮在屋邨」計劃和「惜樹靈人」樹木保育教育計劃。
2007年起，於雲南省開展「沼氣能源計劃」。
另外，又關注 全球暖化和氣候轉變，並提倡夏日輕裝、碳中和政策和倡議制訂氣候轉變應變計劃。

### 2010年代
2011年，加入「政府山關注組」、開展「大埔船灣濕地復修試驗計劃」、設立「低碳部屋」、成立「禾・花・雀・塱原自然生態農社」和開展「第綠梯隊」計劃。
2012年起，出版「綠活日誌」。
2013年起，開展「糧善關愛坊」。另外，反對清拆何東花園。
2015年，關注舊郵筒保育。

## 工作項目

### 樹木保育
長春社積極推動不同種類的樹木保育和教育工作，每年透過舉辦不同的公眾活動，例如「樹藝日」、樹木導賞團、樹木狀況風險評估課程、樹景/石牆樹攝影比賽等，推廣向公眾和學校推廣愛護樹木以及城市森林的重要；除了都市樹木，長春社也關注天然山坡的樹林。該社參與不同的植林計劃，於香港幾個山頭進行植樹活動，希望參加者身體力行參與樹木保育工作之餘，令原來光禿禿的山頭添上綠色，並改善香港郊野林木的生態價值。
- 樹藝日[82]--首屆「樹藝日」在2017年4月22日—「國際地球日」於擁有眾多古樹的九龍公園內舉行。透過不同形式的活動，包括展覽、講座、互動遊戲及樹木導賞，讓小朋友從中認識樹木的好處和學會欣賞樹木的美，亦讓大朋友學習樹藝知識及市區樹木的現況，推廣城市森林的重要。

- 植林優化計劃[83]--長春社於2016年開始參與漁農自然護理署的「植林優化計劃」，為植林區制定不同的種樹目標及策略，以提升林區的生態價值。現時正為三個植林區，分別位於大欖郊野公園內的元朗大樹下西路及大欖涌郊遊徑；以及大帽山郊野公園內的龍門郊遊徑，進行優化計劃，種植不同種類的本地樹種，期望提升當地的生物多樣性。

- 森林樹隊[84]--2018年初成立「森林樹隊」，以進一步推廣本地植林優化及鼓勵公眾參與。計劃招募有志學習及參與本地樹林復修工作的朋友加入，從而認識本地的植被與植林歷史和樹林的生物多樣性，親身體驗種植樹苗、樹苗護理及監察等實務，協助帶領植林優化義務工作。
- 小蠔灣苗圃河道植物生長監察及研究--隨著市民對自然生態的關注提升，政府部門近年也開始關注河道生態綠化。長春社自2015年起為渠務署的一個苗圃擔任顧問，評估不同本地原生樹木、灌木及草本植物是否適合用於河道生態綠化。兩年半的計劃期間，記錄了苗圃內的27種本土樹木及灌木在不同環境下的生長狀況，以及四十多種植物的發芽和繁殖情況。苗圃培育出來的21種植物幼苗亦分別種植於河道作生長測試，以修復河岸的生態。其中有幾種原生植物，例如青葙，薏苡及蓼屬植物錄得良好的生長。這些研究結果為香港日後的綠化項目提供重要的參考資料。
- 「綠色大嶼」植樹計劃--自2011年起, 長春社與就協助離島區議會舉辦的「綠色大嶼」植樹計劃，為植樹地點策劃種植策略、選取適當樹種及植後護理等。計劃直至2017年已種植超過20,000棵本地樹苗，整體存活率達九成以上。

### 自然保育
長春社認為自然和文化遺產同是珍貴的公共財產，屬於整個社會和下一代，是香港社會資產的一部分。以可持續的方式管理這資產，不單可以改善香港人的生活質素，更加可以使本港競爭力得到實質地的提升。
- 保育塱原[85]--長春社在塱原的濕地保育工作自2005開始至今十多年，為保持塱原濕地豐富的生境及生物多樣性，以融合生態、農耕及鄉郊文化的保育方式來推動建立一個可持續發展的塱原社區。當中工作包括與地區伙伴（農夫及村民）協力種植不同種類的濕地農作物，例如水稻；舉辦塱原居民導賞員訓練計劃；與不同的團體、學校、機構、企業及公眾人士合作，進行不同形式的教育及農務體驗活動；與大眾同樂，一起在塱原細聽田野音樂。每年中秋也與薄扶林村合作，將塱原出產的禾草使用於傳統中秋火龍製作之上，藉此推動香港本地節慶及農耕文化的保育工作。

- 塱原自然保育管理計劃[86]--自2005年起，長春社得到由環境及自然保育基金資助與香港觀鳥會合作《塱原自然保育管理計劃》，與塱原地主、農友等以管理合作協議形式進行生境管理保育工作，並向市民推廣塱原以及農地保育的訊息，現時為第六期（2017-2019）。  塱原自然保育管理計劃透過與當地持份者合作，在農地進行不同的生境管理措施，改善並提高塱原的生態價值，吸引野生生物到來棲息覓食。亦以不同形式進行保育生態、農業及景觀的環境教育，學校教育有「水田動物派對」兒童話劇和塱原小農夫生態農業體驗活動；公眾活動有飛鳥模型設比賽、塱原音樂會、塱原收成節、夜探塱原濕地、稻草人設計等。

- 「禾‧花‧雀‧塱原生態農社」[87]與「塱原生態米」[88]--為讓更多市民參與塱原的農務工作，長春社於2011年成立「禾‧花‧雀‧塱原生態農社」。是項計劃是全港首個以水稻耕作為主題的農業會員計劃，以社區支持農業形式(Community Supported Agriculture) 運作。會員透過直接參與水稻復育工作，協助農夫重建稻田生境，出產並購買合作種植的稻米--「塱原生態米」。  「禾‧花‧雀‧塱原生態農社」現時分春秋兩季，會員除了親手種植「塱原生態米」，也可參與農務講座、夜探塱原濕地、觀鳥日、蓮子採收和土窯烤食等活動，認識田間的生態、本地農業及生態農業模式。
- 永續荔枝窩--荔枝窩有著得天獨厚的自然環境及豐富的人文歷史，是展示傳統鄉郊生活的一個典範。隨著永續荔枝窩的項目於2017年9月完結，長春社與香港鄉郊基金在10月隨即開展荔枝窩自然管理協議計劃，當中有不同的公眾活動及義工服務，讓學生、公眾及團體去親自體驗這特別的地方，並參與保育工作。
- 荔枝窩自然管理協議2017-2019[89]--荔枝窩自然管理協議由環境及自然保育基金資助，長春社與香港鄉郊基金合作，透過與荔枝窩村民、新居民、農友及義工等以管理協議形式合作，在村旁農地進行自然管理工作，以自然和諧的農耕，令那裡的人和自然萬物都能生生不息。計劃包含四大部份 - 維護自然萬物、環境友善農耕、社區參與及公眾教育。荔枝窩公眾活動及義工服務包括自然農務體驗活動、荔枝窩生態遊、荔枝窩野外研習、自然隊長計劃及義務荔農助手。

- 多元社區X多樣生物[90]--多元社區X 多樣生物項目與兩個本地社區組織緊密合作，分別是香港小童群益會大圍青少年綜合服務中心及香港明愛薄扶林社區發展計劃，舉辦導賞及生態監察培訓課程，提昇社區人士對周邊環境的認識，協助監察及向市民介紹生物資源，以及一起進行環境優化工作，使社區的人和生物更和諧生活。項目亦有舉辦學校講座及工作坊，讓更多的市民能夠參與其中及認識市區生物多樣性。

### 環境教育
社區教育是長春社相當重視的工作之一。除了較為傳統形式的講座及生態導賞等活動，近年的教育活動亦邁向多元化，包括大型環保遊戲、戲劇教育、幼兒故事、嘉年華、通識教育討論及設施參觀等，對象由中、小、幼學生、老師以至公眾家庭，讓參加者通過不同的體驗與經歷，認識身處的自然環境，冀能讓大眾更樂意為愛護大自然資源而努力。
- 生命樹[91]--這是一項專為小學及幼稚園師生而設的年度環境教育活動，包含「樹木知多D」戶外體驗及「珍樹惜木」愛樹訊息推廣。同學們完成體驗後以藝術創作方式將對樹木的感受在學校所在的社區內作推廣，向更擴闊的層面帶出珍視樹木的必要性。現時設有九龍公園及荔枝角公園兩條路線。

- 童心‧樂繪‧說故事[92]--以充滿創意與活力的戲劇教育遊戲將環保信息傳遞到小學生心中，去為小朋友建立愛地球的心。

- 水田動物派對--活動原為「塱原自然保育管理計劃2015-2017」項目的一部份，是個專為幼兒而設，同時兼具互動演出、教師入戲及布偶元素的戲劇教育活動。重點是希望帶給幼兒一個快樂的體驗，讓小孩知道水田與當中鳥類的密切關係。

- 走過自然天地-生物速查100--長春社與可觀自然教育中心暨天文館合作，對象為小學生。近年由以往的專題研習改為生物普查競賽，活動主要在城門郊野公園內的指定範圍進行，參賽隊伍需於兩小時內參賽隊伍要盡快辨認大會指定的100種植物以取得分數，設有冠、亞及季軍獎項。

- 九龍城區綠色大廈管理[93]--與九龍城民政事務處及九龍城區議會合辦的「九龍城區綠色大廈管理」，以區內的物業管理人員、業主立案法團成員與及居民為對象，2017年(第三屆)主要活動包括：區內街頭展覽、「樓宇環保支援簡介暨環保工作坊」、參觀「川上農莊」及「九龍灣塑膠回收工場及明愛電腦工場」。

- 綠樂無窮在屋邨[94]--「綠樂無窮在屋邨」為長春社自2006年起與香港房屋委員會合辦的環境教育計劃，至今第十一期。配合主題「減少都市固體廢物」，此項目特意設計一連串活動包括：環保嘉年華、二手交易廣場、拒絕即棄用品有獎大挑戰、環保輕盈晚會、環保清潔工作坊及環保大使招募等。藉此提升居民對減少廢物及回收的認識，更進一步鼓勵實踐低碳生活。

- 綠遊香港[95]--長春社與港燈自2005年起攜手合辦「綠遊香港」計劃，旨在加強香港島及南丫島的生態保育和推動兩地的可持續發展，同時向公眾進行環保教育。十數年來，計劃下合共開發了十條生態文物徑，包括2017年新增的灣仔線＜匯聚下環＞。

### 減廢及資源分類回收
長春社在減廢及資源回收方面不遺餘力，致力與政府部門、物業管理公司、屋苑、學校和社區團體合作，為市民籌辦不同類型的教育和回收活動，鼓勵和教導市民從生活細節中進一步實踐減廢。
- 糧善關愛坊[96]--自2013年起，長春社在梨木樹邨開展食物分享計劃「糧善關愛坊」，並在翌年8月得到環境及自然保育基金資助營運至今。項目致力透過恆常回收及轉贈剩餘食物資源，在社區建立一個食物分享平台，減少食物浪費、惠及區內基層家庭和宣傳環保惜食訊息。

- 衣舊回收為環保[97]--長春社自2000年起於屋苑、學校及社區推行舊衣回收計劃。2006年起，該社獲民政事務總署委任為四個「社區舊衣回收箱計劃」管理機構之一，於西貢區、北區、大埔區及沙田區共42個地點設立回收箱。「衣舊回收為環保 - 積分獎賞計劃」是為私人屋苑或商廈而設的，參與單位透過捐贈舊衣累積分數，再換領環保工作坊或生態導賞團等，以加深居民對環保的認識；長春社也協助中小學舉辦「舊衣回收日」，讓學生、家長及老師親身體驗回收。舊衣回收服務涵蓋學校、屋苑、政府管轄設施如公園及社區中心等，所得收益全數撥作環境教育之用。由2018年3月起，所有收集到的舊衣物將會全數出口到東南亞國家（如柬埔寨）重用。

- 綠色年宵--2017年農曆新年前夕，長春社聯同環境運動委員會於長沙灣遊樂場舉行了首個「綠色年宵」試驗項目，透過惜物減廢環保站、綠色商戶約章、環保袋共享箱、資源回收及共享等活動推廣源頭減廢，宣揚「資源不是垃圾」的理念。2018年環境保護署及環境運動委員將「綠色年宵」推行至全港四個年宵市場，參與的機構除了長春社（長沙灣遊樂場），還有生態巴士（觀塘遊樂場）、環保觸覺（荃灣沙咀道遊樂場）及科技大學環境科學學科（元朗東頭工業區遊樂場）。

- 綠色活動先導計劃--長春社與可口可樂中國基金有限公司推出的「綠色活動先導計劃」，為2018年內舉辦的10個大型活動度身訂制綠色活動策略，減少活動由籌備到舉行當日所產生的廢物，並妥善處理回收物。

### 中國項目
雲南低碳鄉村計劃--在雲南，不少生活在自然保護區周邊的居民仍以柴薪為主要燃料。村民長期砍伐林木，導致生態環境嚴重惡化，物種數量下降，加上村民放牧、採藥等都在保護區進行，令保護區的資源保護和管理工作造成壓力。繼新平縣耀南村的「低碳鄉村計劃」於2018年初完成後，長春社和恒生銀行夥拍雲南省綠色環境發展基金會（基金會）將計劃帶到騰沖市芒棒鎮，從「低碳生活」和「改善經濟水平」兩方面入手，減低村民對自然資源的依賴，讓保護區得以休養生息。

## 歷屆會長與主席

### 會長
- 陳立僑醫生(1976-1980)
- 吳祖南博士(1999-2000)

### 主席
- 雷恩先生 (1968-1973)
- 陳立僑醫生 (1973 -1975)
- 黃鉅鴻教授 (1976-1977)
- Michael A. Webster (1977 -1979)
- 溫石麟先生 (1979 -1986)
- 熊永達博士 (1986 - 1991)
- 馮兆榮醫生 (1991 - 1995)
- 吳祖南博士 (1995 - 1999)
- 吳庭亮博士 (1999 - 2001)
- 黎廣德先生 (2001 - 2005)
- 何小芳女士 (2005 - 2009)
- 林乾禮先生 (2009 - 2013)
- 胡國萍女士 (2013 - 2017)
- 甄華達先生 (2017 - 2021)
- 鍾姍姍博士 (2021 - )

## 出版刊物
長春社成立早年曾設立「青年環境行動組」，並於1973年開始出版季刊《協調》（SOS Environment），當年《協調》由長春社和行動組各派出一位編輯，來自長春社的第一任編輯是Michael Webster。後來《協調》停刊，並由《長春通訊》作為會員通訊取代至今。
1988年，長春社新設香港環境中心（Hong Kong Environment Centre），並出版《綠色警覺》（Green Alert）雜誌。

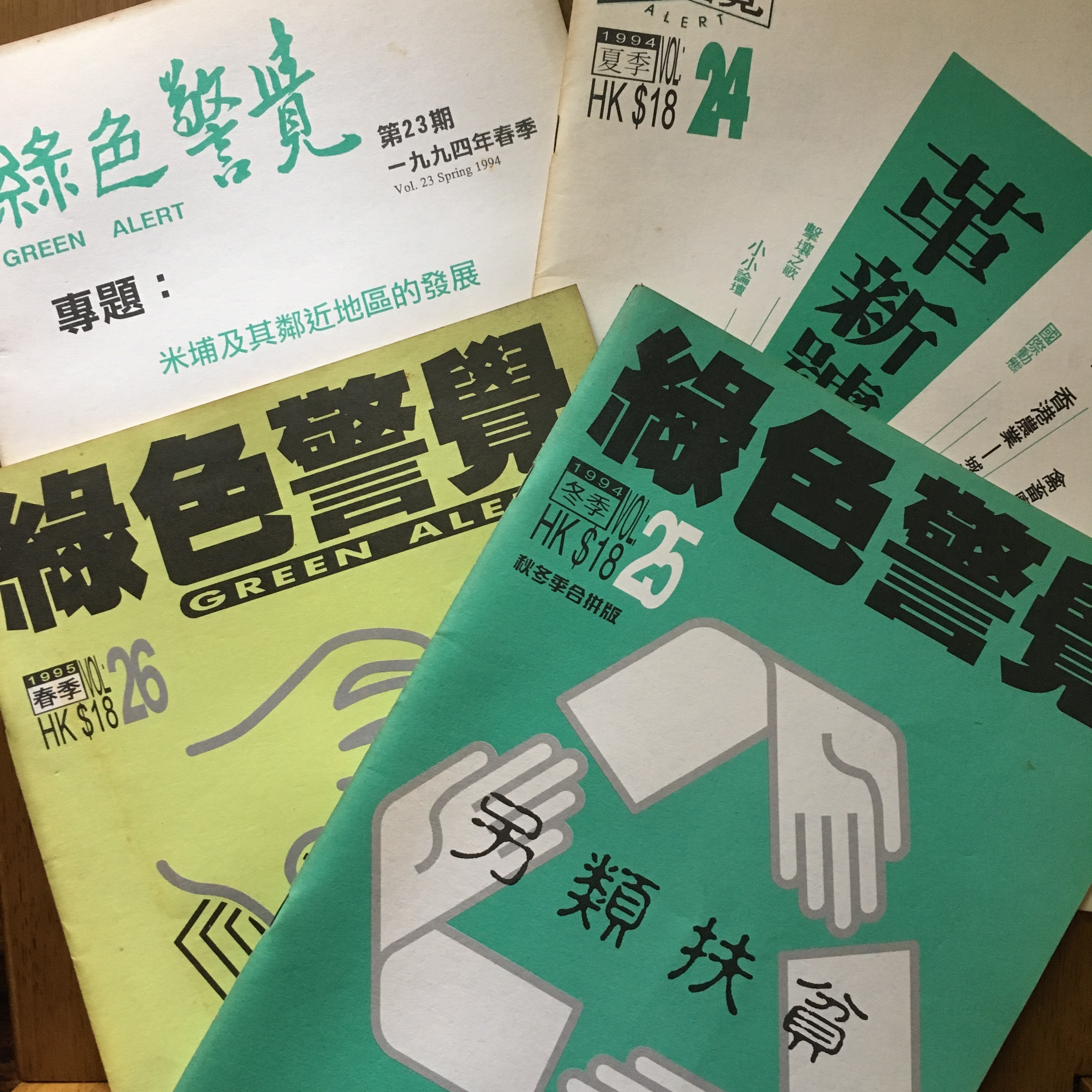
《綠色警覺》雜誌

由1987年至今，長春社一年出版數次（近年固定為1、4、7、10月）《長春通訊》予會員得悉環境保護資訊、了解長春社過去數月的工作及活動預告。為環保節約用紙，《長春通訊》由2011年開始由印刷版轉為電子版。會員及綠色份子均會於每季以電郵收到《長春通訊》，以掌握更詳盡的環保資訊及長春社活動。有關資訊亦會同時刊登於長春社網站內。
踏入長春社50周年，《長春通訊》以《#周綠》之名，每星期六下午在長春社的Facebook專頁發佈，主動接觸普羅大眾 。
- 《協調》，vol 1-7 (1973 - 1981)
- 《綠色警覺》（已停刊）
- 《長春通訊》，會員通訊，(1987 - 現在)

資料來源：長春社四十週年特刊《香港的建立 為環保打拼四十年》

## 籌款活動
除了賣旗活動外，也舉辦不同的籌款活動。

### 生態捍衛戰
2015年起，長春社每年秋天舉辦「生態捍衛戰」野外定向比賽作為年度籌款活動，讓競賽運動愛好者、環境保育人士一起走進大自然，團結一致宣揚減低污染，捍衛地球生態。
「生態捍衛戰」由香港野外定向會 （页面存档备份，存于）協辦，參加人數及籌款額續年遞升，至今已有超過1,000人次參加，籌款額合共超過一百三十多萬。比賽籌募所得之經費用於支持長春社的生態、樹木保育及環保教育工作。
「生態捍衛戰」野外定向比賽每年以不同環境議題作主題，參加者化身成Eco-Rangers戰隊成員，運用地圖和指南針以野外定向比賽方式追蹤及收服代表著香港環境問題的「環保公敵」怪獸為大自然籌集正能量。活動設有不同組別，除個人組、雙人組、三人組、家庭組及企業組外，2017年更特別增設體驗組，務求吸引更多人走入大自然，關心屬於大家的綠色土地。繼2016年的大型基建及2017年塑膠的環境問題，2018年以山火為主題提醒香港人守護自然生境（包括郊野公園和濕地）的重要性。

### 「同行綠路」企業夥伴計劃
「同行綠路」為長春社的年度企業夥伴計劃，商業機構在社會上扮演重要和具深遠影響力的角色，長春社深信與商界合作是締造可持續發展不可或缺的元素。透過此計劃，企業夥伴可參與不同類型的環保活動，包括員工培訓、義工活動及生態古蹟導賞遊，重點主題包括濕地保育、樹木保育及節能減碳等，從而提高所屬員工的環保意識、鼓勵環保行動，並加強公司對環境保護的承擔。
「同行綠路」計劃可於全年任何時候開始，計劃生效日期為加入日子起計算的一年內，會員類別有四種：土沉香(Incense Tree)、木蘭(Magnolia)、茶樹(Camellia)、榕樹(Banyan)。

## 過去籌款活動
長春社成立早期有一班熱心的義工，但其他資源欠奉。後來得到一位不願意留名的捐助者出資贊助，長春社終於租了個小小的辦事處開始在社區辦活動。隨著各項活動增多，所需的經費也不斷上升，於是1974年3月3日長春社舉辦了首屆「環境步行」(Environment Expedition)。參照公益金「百萬行」的概念，長春社的會員和支持者通過邀請朋友贊助他們步行完成大埔一條鄉郊路徑的路程，首屆的「環境步行」合共籌得港幣三萬六千元。
2012年的「環保行」，籌得港幣八十一萬多元。
舉辦籌款活動是長春社主要收入來源之一，亦是支持者對機構的環保工作最大的認同與肯定，所有活動所籌得的款項用作本社樹木保育、環保教育、自然保育及資源回收工作之用。

### 步行籌款
「環境步行」(Environment Expedition Walkathon)成為一年一度的活動籌款，直至1980年舉行了第八屆後，暫別了十年。1991年重新舉辦「步行籌款」，並易名為「環保行」(Walk for the Environment)，至2012年第十九屆後改為其他籌款活動。每年步行籌款也是一次環境教育活動，步行路線每次不同，有大埔或其他鄉郊路段、郊野公園如大潭或大欖、濕地如后海灣或尖鼻咀，以及市郊如鯉魚門和柏架山等。通過步行籌款，參加者可以欣賞自然風光、學習地貌與生態學知識，也可以思考城市和新市鎮發展的問題。
環境步行 (Environment Expedition Walkathon)
1. 1974/3/3, 大埔
2. 1975/3/16, 大埔
3. 1975/12/21, 城門水塘
4. 1976/10/17, 城門水塘
5. 1977/10/23, 大欖植林區
6. 1978/10/22, 大潭郊野公園
7. 1979/10/14, 大帽山
8. 1980/11/16, 城門水塘

環保行 Walk for the Environment
1. 1991/4/11, 大潭水塘
2. 1992/3/22, 香港仔郊野公園
3. 1993/12/12, 沙田紅梅谷自然徑
4. 1994/12/18, 尖鼻咀
5. 1995/12/17, 沙羅洞
6. 1996/12/1, 城門水塘
7. 1997/12/7, 后海灣濕地
8. 1998/12/6, 后海灣濕地
9. 1999/12/5, 后海灣濕地
10. 2000/12/10, 后海灣濕地
11. 2001/11/16, 后海灣濕地
12. 2002/10/13 & 20, 后海灣濕地
13. 2003/11/9, 沙羅洞
14. 2005/4/23-24 & 2005/5/1, 柏架山道自然徑
15. 2007/12/2, 沙羅洞
16. 2009/3/22，鶴藪至鳳園
17. 2010/4/11，大蠔灣白芒村至梅窩白銀鄉村
18. 2011/4/10，粉嶺鶴藪至大埔鳳園
19. 2012/3/18，馬鞍山至西貢菠蘿輋

(註：《協調》雜誌及長春社歷屆年刊）

### 環保熱點大追蹤
2002年至2006年間，曾舉辦四屆「環保熱點大追蹤」(Eco Race)定向比賽籌款活動，分別籌得17至40萬不等。

### 山嶺綠騎
2013、2014年長春社舉辦了兩屆『山嶺綠騎』，為單車歷奇x慈善x環境教育的年度大型籌款活動。透過「山嶺綠騎」活動為長春社的樹木保育和各項環保項目籌募經費的同時，亦能推廣本地郊野之美及對環境友善的單車運動。此外，參加者更可透過參與各項綠色任務，接收更多有關本地生態、環境保育的新資訊，讓他們學會欣賞及愛護大自然。活動設有兩個組別，以供擁有不同騎車經驗的公眾人士參加：
「綠騎體驗組」- 適合三五知己或一家人參與，挑戰輕鬆優閒的郊野公園單車路線，一邊迎風騎單車，一邊挑戰各項綠色任務，讓參加者寓遊樂、挑戰和學習於一身！
「山嶺挑戰組」-以越野單車比賽形式進行，適合喜歡刺激、熱愛越野單車運動，並想挑戰體能極限的越野單車手參加。
1. 2013/10/27，大欖郊野公園[105]
2. 2014/10/19，南大嶼郊野公園 [106]

## 相關
- 長春社文化古蹟資源中心
- 自然之友
- 臺灣環境運動
- 山地會
- 德國環境與自然保護聯盟

## 外部連結
- 長春社官方網址 （页面存档备份，存于）
- 魏志立神父官方網頁
- 《香港的建立－為環保打拼四十年》，陳偉群著 （页面存档备份，存于）